# Rollins Plays for Bird
Rollins Plays for Bird – album amerykańskiego saksofonisty jazzowego Sonny’ego Rollinsa, dedykowany pamięci Charliego „Birda” Parkera, wydany po raz pierwszy w 1957 roku z numerem katalogowym PRLP 7095 nakładem Prestige Records.

## Powstanie
Materiał na płytę został zarejestrowany 5 października 1956 roku przez Rudy’ego Van Geldera w należącym do niego studiu (Van Gelder Studio) w Hackensack w stanie New Jersey. Produkcją albumu zajął się Bob Weinstock.

## Lista utworów
Opracowano na podstawie materiału źródłowego.
Wydanie LP
Strona A
| Nr | Tytuł utworu | Muzyka | Długość |
| -- | --- | --- | ------- |
| 1. | „Bird Medley: - a) I Remember You - b) My Melancholy Baby - c) Old Folks - d) They Can’t Take That Away from Me - e) Just Friends - f) My Little Suede Shoes - g) Star Eyes” | * a) Victor Schertzinger - b) Ernie Burnett - c) Willard Robison - d) George Gershwin - e) John Klenner - f) Charlie Parker - g) Gene de Paul, Don Raye | 26:52   |
|    | | | 26:52   |

Strona B
| Nr | Tytuł utworu                        | Muzyka          | Długość |
| -- | ----------------------------------- | --------------- | ------- |
| 1. | „Kids Know”                         | Sonny Rollins   | 11:36   |
| 2. | „I’ve Grown Accustomed to Her Face” | Frederick Loewe | 4:52    |
|    |                                     |                 | 16:28   |

## Twórcy
Opracowano na podstawie materiału źródłowego.
Muzycy:
- Sonny Rollins – saksofon tenorowy
- Kenny Dorham – trąbka
- Wade Legge – fortepian
- George Morrow – kontrabas
- Max Roach – perkusja

Produkcja:
- Bob Weinstock – produkcja muzyczna
- Rudy Van Gelder – inżynieria dźwięku
- Ira Gitler – liner notes